# Gutorfölde
Gutorfölde è un comune dell'Ungheria di 1.212 abitanti (dati 2001). È situato nella contea di Zala.